# La bottega degli errori (film)
La bottega degli errori (The Legend of Barney Thomson) è un film del 2015 diretto da Robert Carlyle, trasposizione cinematografica dell'omonimo romanzo di Douglas Lindsay.
Il protagonista è Robert Carlyle, al suo debutto come regista, fiancheggiato da altri attori tra cui Emma Thompson e Ray Winstone.

## Trama
Barney Thomson è un cinquantenne che vive Bridgeton, Glasgow; conduce una vita noiosa e spenta, lavorando come barbiere da vent'anni nonostante il suo scarso successo tra la clientela. La tranquilla vita della cittadina è da tempo sconvolta da un misterioso serial killer che spedisce per posta parti del corpo delle sue vittime e il caso viene passato all'agente June Robertson in seguito alla mancanza di progressi nelle indagini da parte dell'ispettore Holdall.
Wullie, il superiore di Barney, dopo una giornata di lavoro gli riferisce che intende licenziarlo a causa della sua condotta pessimistica che influisce negativamente sugli affari. Barney cerca di fargli cambiare idea e ne segue una colluttazione al termine del quale Thomson uccide accidentalmente Wullie pugnalandolo con delle forbici. In preda al panico, l'uomo imballa il cadavere e lo trasporta nella sua macchina assistito dal suo amico Charlie.
Holdall comincia a sospettare Thomson della scomparsa di Wullie a causa del suo atteggiamento agitato. Barney va a chiedere aiuto a sua madre Cemolina, nascondendo il cadavere nel suo appartamento; poco dopo, scopre che la donna ha fatto a pezzi il corpo per nasconderlo nel congelatore. Charlie, indispettito dal comportamento sgarbato di Barney nei suoi confronti, allude chiaramente al fatto che abbia ucciso Wullie e ne abbia nascosto il cadavere davanti al collega di Thomson, Chris Porter. Quest'ultimo lo affronta al riguardo e, quando Barney confessa l'omicidio accidentale di Wullie, tenta di aggredirlo; Thomson inavvertitamente lo colpisce con il manico di una scopa, uccidendolo. Porta anche il suo cadavere all'appartamento di Cemolina, cercando senza successo di dissezionare il corpo. Si accorge poi che nel congelatore, oltre ai resti di Wullie, ci sono delle parti in più: trovando un taccuino con gli indirizzi di vari luoghi in cui sono state spedite le parti del corpo, capisce che sua madre è il serial killer, uccidendo vari uomini più giovani che attirava mediante annunci di prostituzione.
Successivamente, Thmson si infiltra nell'appartamento di Chris per nasconderci al suo interno i resti di Wullie e incastrarlo, ma il suo congelatore è troppo piccolo per contenere le parti del corpo. Subito dopo, Holdall e il suo partner fanno irruzione sul posto per indagare della scomparsa di Porter, e Barney è costretto a fuggire lasciandosi alle spalle i resti di Wullie. Ha un confronto con sua madre riguardo agli omicidi e lei confessa di essere un'ex prostituta che lo ha concepito con uno dei suoi clienti, mentendogli per tutta la vita al riguardo. Dopo aver sbeffeggiato crudelmente il figlio per il suo essere così patetico, Cemolina muore (per infarto o ictus).
Dopo aver celebrato il funerale di Cemolina, Thomson scarica il corpo di Chris in un lago e mette le mani addosso a Charlie quando intuisce cosa sia successo a Chris, senza però ucciderlo. Barney viene attirato da una chiamata in mezzo al bosco, dove viene affrontato da Holdall e Robertson e i rispettivi partner; nasce però una discussione tra i poliziotti, che finiscono per uccidersi a vicenda in una sparatoria. Thomson rivela al morente Holdall che non è il vero serial killer, sebbene lui muoia prima di sentire tutto.
Passato del tempo, Thomson è diventato un barbiere di successo in quanto riconosciuto come unico sopravvissuto del killer, identificato come Chris.